# Antonín Mareš
Antonín Mareš, též Anton Maresch (29. dubna 1818 Kolín – 1. června 1898 Kolín), byl rakouský státní úředník, právník a politik české národnosti z Čech, v 60. letech 19. století poslanec Českého zemského sněmu.

## Biografie
Studoval práva. Složil státní zkoušky. V letech 1850–1855 byl substitutem státního zastupitelství v Jičíně. Roku 1855 se stal okresním představeným (nejvyšší představitel státní správy v rámci dočasně existující soustavy smíšených okresních úřadů) v Bělé pod Bezdězem. V letech 1856–1867 byl okresním představeným v Kolíně. Podle jiného zdroje nastoupil roku 1861 na post okresního přednosty (hejtmana, tedy nejvyššího představitele státní správy na území okresu) v Kolíně. Byl pak okresním soudcem v Kolíně. Tuto funkci zastával od roku 1868. V roce 1874 se stal soudním radou. Podle dobového zdroje mu ovšem titul a funkci zemského soudního rady udělil císař až v srpnu 1875. Tehdy byl stále okresním soudcem v Kolíně. Roku 1881 odešel do penze. Působil i ve státní správě a v politice. Byl rovněž členem obecního zastupitelstva v Kolíně.
Po obnovení ústavního systému vlády počátkem 60. let se zapojil i do vysoké politiky. V zemských volbách v Čechách roku 1861 byl zvolen na Český zemský sněm, kde zastupoval kurii městskou, obvod Kolín, Kouřim, Poděbrady. Byl tehdy uváděn jako nezávislý český kandidát. Politicky se později profiloval jako staročech a před zemskými volbami roku 1889 podpořil veřejně staročeského kandidáta za Kolín Václava Radimského. Tehdy byl zmiňován jako c. k. zemský rada ve výslužbě, majitel domu a člen obecního zastupitelstva.
Antonín Mareš, rada zemského soudu na penzi, zemřel v červnu 1898, nedlouho poté, co oslavil 80. narozeniny. Zesnulý byl čestným občanem Kolína a Jičína. Pohřben měl být na novém zálabském hřbitově v Kolíně. Zemřel po delší nemoci. Byl připomínán jako člověk, který po více než 25 let zasedal ve správní radě Společné rolnické továrny na cukr v Záboři a zastával i post jejího předsedy. Byl rovněž členem správní rady akciové továrny na umělá hnojiva, lučebniny a spodium v Pečkách a akciového cukrovaru Kolíně. Byl mu udělen Zlatý záslužný kříž s korunou.
Zemřel roku 1898 a byl pohřben na Centrálním hřbitově v Kolíně.